# 宦者
宦者是中国古代星官名，属三垣之中的天市垣，指的是侍候皇帝的宦官，宦者星官共由四星组成，在现在通用的88星座中分别属于蛇夫座和武仙座。

## 宦者四星
- 宦者一，蛇夫座32，HIP83430，現屬於武仙座
- 宦者二，蛇夫座33，HIP83478，蛇夫座34，HIP83504，現屬於武仙座
- 宦者三，武仙座60，视星等4.91
- 宦者四，蛇夫座37，视星等5.34

## 宦者增五星
清钦天监1752年编成《仪象考成》星表，宦者增加了5颗肉眼可见的星。

## 古书记载
- 《晉書‧天文志》：「 宦者四星，在帝座西南，侍主，刑餘之人也。」